# Tasmanotrechus
Tasmanotrechus is een geslacht van kevers uit de familie van de loopkevers (Carabidae). De wetenschappelijke naam van het geslacht is voor het eerst geldig gepubliceerd in 1972 door Moore.

## Soorten
Het geslacht Tasmanotrechus omvat de volgende soorten:
- Tasmanotrechus alticola Eberhard & Giachino, 2011
- Tasmanotrechus cockerilli Moore, 1972
- Tasmanotrechus compactus Moore, 1983
- Tasmanotrechus concolor Moore, 1972
- Tasmanotrechus elongatus Moore, 1994
- Tasmanotrechus gordoni Eberhard & Giachino, 2011
- Tasmanotrechus leai (Sloane, 1920)
- Tasmanotrechus montisfieldi Eberhard & Giachino, 2011
- Tasmanotrechus moorei Eberhard & Giachino, 2011
- Tasmanotrechus osbornianus Eberhard & Giachino, 2011
- Tasmanotrechus rolani Eberhard & Giachino, 2011